# Joule (1911)
Joule (Q84) – francuski oceaniczny okręt podwodny z okresu I wojny światowej, dwunasta zamówiona jednostka typu Brumaire. Została zwodowana 7 września 1911 roku w stoczni Arsenal de Toulon, a do służby w Marine nationale weszła w 1913 roku. Okręt został zatopiony 1 maja 1915 roku, po wejściu na turecką minę w Dardanelach.

## Projekt i budowa
„Joule” zamówiony został na podstawie programu rozbudowy floty francuskiej z 1906 roku. Jednostkę zaprojektował inż. Maxime Laubeuf, lekko modyfikując swój poprzedni projekt (Pluviôse) poprzez zastąpienie napędu parowego licencyjnymi silnikami Diesla MAN, znacznie bardziej niezawodnymi od francuskich modeli.
„Joule” zbudowany został w Arsenale w Tulonie. Stępkę okrętu położono w 1906 roku, a zwodowany został 7 września 1911 roku. Okręt otrzymał nazwę na cześć wybitnego angielskiego fizyka z XIX wieku – Jamesa Joule’a.

## Dane taktyczno–techniczne

Wnętrze bliźniaczego okrętu „Montgolfier” (przed 1919 r.)

„Joule” był średniej wielkości oceanicznym okrętem podwodnym o konstrukcji dwukadłubowej. Długość całkowita wynosiła 52,1 metra, szerokość 5,14 metra i zanurzenie 3,1 metra. Wyporność w położeniu nawodnym wynosiła 397 ton, a w zanurzeniu 551 ton. Okręt napędzany był na powierzchni przez dwa 6-cylindrowe, czterosuwowe silniki Diesla MAN (wyprodukowane na licencji we Francji) o łącznej mocy 840 koni mechanicznych (KM). Napęd podwodny zapewniały dwa silniki elektryczne o łącznej mocy 660 KM. Dwuśrubowy układ napędowy pozwalał osiągnąć prędkość 13 węzłów na powierzchni i 8,8 węzła w zanurzeniu. Zasięg wynosił 1700 Mm przy prędkości 10 węzłów w położeniu nawodnym oraz 84 Mm przy prędkości 5 węzłów pod wodą. Dopuszczalna głębokość zanurzenia wynosiła 40 metrów.
Okręt wyposażony był w siedem wyrzutni torped kalibru 450 mm: jedną wewnętrzną na dziobie, cztery zewnętrzne systemu Drzewieckiego oraz dwie zewnętrzne po obu stronach kiosku, z łącznym zapasem 8 torped model 1904. Załoga okrętu składała się z 29 oficerów, podoficerów i marynarzy.

## Przebieg służby
„Joule” został wcielony do służby w Marine nationale w 1913 roku Jednostka otrzymała numer taktyczny Q84. Okręt podczas I wojny światowej pełnił służbę na wodach Morza Śródziemnego. W sierpniu 1914 roku „Joule” bazował na Korfu, patrolując stamtąd wody Cieśniny Otranto. Podczas kampanii dardanelskiej, 1 maja 1915 roku okręt, pod dowództwem por. mar. Louisa Auberta du Petit-Thouarsa, usiłował dostać się na Morze Marmara, jednak wszedł na turecką minę i zatonął z całą załogą.